# Manuel Vivanco Riofrío
Manuel Vivanco  nació en la ciudad de Loja (Ecuador), realizó sus estudios primarios en su ciudad natal, los estudios secundarios y universitarios en Quito y un posgrado en Londres. Se graduó de abogado y estudió economía y comercio exterior. En su infancia fue atareado lector en todos los puestos de alquiler de revistas de la ciudad; prolífico en la literatura epistolar, escribió más de mil cartas a sus familiares y amigos desde los 12 hasta los 18 años de edad. En la universidad ganó un concurso de poesía y más tarde, durante su vida profesional, se enroló como editorialista del diario “El Comercio” de Quito, fundó la revista económica semanal de este medio de comunicación: “Martes Económico”. 
Actualmente es editorialista del diario “El Metropolitano” de Manabí y ha colaborado en las páginas editoriales de los periódicos “El Expreso” de Guayaquil y “Miami Herald” en la ciudad de Miami, entre otras publicaciones.
Su vida profesional ha estado enriquecida de variadas experiencias en el campo público y  privado dentro y fuera del país, más en el área técnica que en el área política. Por este motivo el desarrollo de esta obra es una refrescante y distinta actividad en su vida, un recreo para el alma un espacio para la fantasía y su memoria.

## Obra
- Los gagones de Solanda, Esta obra va tejiendo con sencilla maestría, los inusitados caminos de la evocación. Con un estilo certero, diáfano, epidérmico, el autor sucede el polvo del tiempo olvidado y nos instala en los albores de los años 60 en Solanda, un supuesto pueblo de la serranía ecuatoriana, donde los personajes comienzan, desde su infancia dulce y terrible, a marcar con alfileres el proceso de su implacable destino.

Un gran fresco de tormentosas reminiscencias, de ingenuos sortilegios, de flacas esperanzas, desde donde emergen como caballos desbocados, los recuerdos de la escuela de pueblo, los primeros castigos, el primer pecado, la primera mujer que iluminó la vida y el primer cementerio, el vagabundeo por los pueblos huérfanos de futuro, de poéticos nombres, los primeros pactos con Dios y con el diablo, el viaje hacia El Dorado desconocido y enigmático donde la civilización estruja a inocencia. Y luego las primeras lecturas revolucionarias, la chispa encendida, la brutalidad y la represión que la apaga en un soplo. Lo entrañable del terruño volviendo una y mil veces a los corazones fatigados que deambulaban por las calles pavimentadas de indiferencia y modernismo.
Y dentro del sueño, es decir de la metáfora, los gagones, esa especie de duendes deformes, amigos de los gatos, las lechuzas y la noche, que también pasean su contrahecho destino de soledad, por los tejados del tiempo y la muerte.